# Điệp viên không không thấy tái xuất
Johnny English Reborn (được biết đến ở Việt Nam là Điệp viên không không thấy tái xuất) là bộ phim hành động hài của điện ảnh Anh Quốc phát hành năm 2011 nhại theo phim điệp viên James Bond. Phim là phần kế tiếp của phim Johnny English đã được phát hành năm 2003, với nhân vật chính là điệp viên Johnny English (điệp viên Cục tình báo quân sự Anh MI7) do diễn viên hài nổi tiếng Rowan Atkinson thủ vai chính. Phim do Oliver Parker làm đạo diễn. Phim thu về tổng doanh thu 160,078,586 đôla Mỹ trên toàn thế giới và được yêu thích ở nhiều quốc gia bởi phong cách diễn hài hước của Rowan Atkinson.

## Nội dung
Mật vụ MI7 Johnny English (Rowan Atkinson thủ vai) sau bê bối xảy ra ở Mozambique năm 2006 đã đến Tây Tạng để học võ thuật và rèn luyện tinh thần dưới sự đào tạo của các hòa thượng Tây Tạng. Johnny English đã trở lại MI7 và được giao nhiệm vụ phá vụ án mới từ một mật vụ cũ của CIA tại Hồng Kông. Đây là âm mưu của khủng bố nhằm vào Thủ tướng Trung Quốc để gây rối an ninh giữa các nước. English đã cùng với cộng sự của mình là Colin Tucker (do Daniel Kaluuya thủ vai) khám phá ra âm mưu của một nhóm mang tên Vortex gồm ba thành viên, mỗi người giữ một phần chìa khóa, để mở ra hộp chứa vũ khí bí mật.
Cùng với sự trợ giúp của chuyên viên tâm lý học Kate Sumner (do Rosamund Pike thủ vai), Johnny English đã khám phá ra vũ khí bí mật chính là hợp chất timoxeline barbebutenol có thể điều khiển trí não của một người nhằm thực hiện âm mưu khủng bố - cũng chính là vũ khí tạo nên vụ khủng bố ở Mozambique năm 2006 mà Johnny English có mặt và dính bê bối. Chủ mưu chính là mật vụ nằm ngay trong nội bộ MI7 (lúc này là Toshiba British Intelligence), Simon Ambrose (do Dominic West thủ vai) đứng sau vụ việc này, đã tìm cách đoạt vũ khí này, để lợi dụng chính lãnh đạo MI7 ám sát thủ tướng Trung Quốc, với số tiền nhận được là 500 triệu USD từ giới khủng bố. Nhưng một phần vì Ambrose khôn khéo cũng như một phần vì English ngớ ngẩn quá sức mà sự nghi ngờ của MI7 dồn hết vào English.
English và Tucker đã cùng nhau thâm nhập vào hệ thống, ngăn chặn việc này của Ambrose nhưng English đã "vô tư" uống thuốc độc timoxeline barbebutenol để bị Ambrose khống chế. Trong khi uống, English cứ lầm bầm học thuộc tên thuốc độc "Timoxeline...bubby, bubby, bub...bub...by" và bị biến thành vũ khí của Ambrose nhằm ám sát thủ tướng Trung Quốc. English cuối cùng đã phải dùng công phu được đào tạo ở Tây Tạng để chống lại sự khống chế này, nhưng suýt mất mạng do tác dụng của thuốc và cuối cùng lại được cứu bởi Kate Sumner - lúc này là người yêu của English. Sau khi được cứu sống, English đã đuổi theo, ngăn chặn cuộc chạy trốn của Ambrose và tiêu diệt Ambrose. Kết thúc phim, English lại một lần nữa được Nữ hoàng Anh phong tước vì có công với đất nước. English suýt mất mạng vì gặp phải bà già sát thủ của Vortex, bà ta giả làm Nữ hoàng Anh để tiêu diệt điệp viên cuối cùng của MI7. English lại một lần nữa... nhầm tay mình với tay bà già. Anh đuổi theo nhưng lại bắt phải "người thật". Bà Nữ hoàng bị English lấy khay đập vào đầu. Phim kết thúc bằng cảnh English "hóa tượng" khi nhìn thấy bà già sát thủ bị bắt, còn tay anh đang siết chặt Nữ hoàng.

## Phân vai
- Rowan Atkinson trong vai mật vụ MI7 Sir Johnny English và là nhân vật chính của phim.
- Dominic West trong vai Simon Ambrose, mật vụ số 1 (Agent One) của MI7 - kẻ phản bội trong MI7.
- Rosamund Pike trong vai Kate Sumner, chuyên gia tâm lý học hành vi của MI7 - người yêu của English.
- Gillian Anderson trong vai Giám đốc MI7 Pamela Thornton, có mật danh là Pegasus.
- Daniel Kaluuya trong vai mật vụ Colin Tucker, trợ lý trẻ tuổi và thông minh của English.
- Richard Schiff trong vai Titus Fisher, cựu tình báo viên CIA, người được giao nhiệm vụ phá hủy vũ khí Vortex nhưng không hoàn thành nhiệm vụ.
- Tim McInnerny trong vai Patch Quartermain, nhà phát minh của MI7.
- Mark Ivanir trong vai Artem Karlenko (có mật danh là Sergei Pudovkin), cựu tình báo KGB của Nga, điệp viên hai mang của MI7.
- Burn Gorman trong vai Slater, một mật vụ MI7 và là trợ lý của Ambrose.
- Joséphine de La Baume trong vai Madeleine, nữ phụ tá của Ambrose.
- Pik-Sen Lim trong vai bà già sát thủ hay cầm máy hút bụi và luôn được giao nhiệm vụ ám sát Johnny English.
- Togo Igawa trong vai Ting Wang, hòa thượng ở Tây Tạng, đào tạo English võ thuật và công phu.
- Stephen Campbell Moore trong vai Thủ tướng Anh

## Đạo cụ
Chiếc xe của điệp viên Johnny English lái trong phim là Rolls-Royce Phantom Coupé với động cơ 9.0 lít (V16), loại động cơ khá hiếm hiện nay chỉ có một số xe Rolls-Royce sử dụng trong bản sản xuất thử nghiệm Phantom Coupé và không còn được dùng trong các sản phẩm thương mại. Nhà sản xuất phim cùng với Rowan Atkinson đã thương thảo và yêu cầu công ty Rolls-Royce lắp đặt động cơ này vào trong xe và lắp đặt một xe Rolls-Royce Phantom Coupé như yêu cầu riêng.

## Sản xuất phim

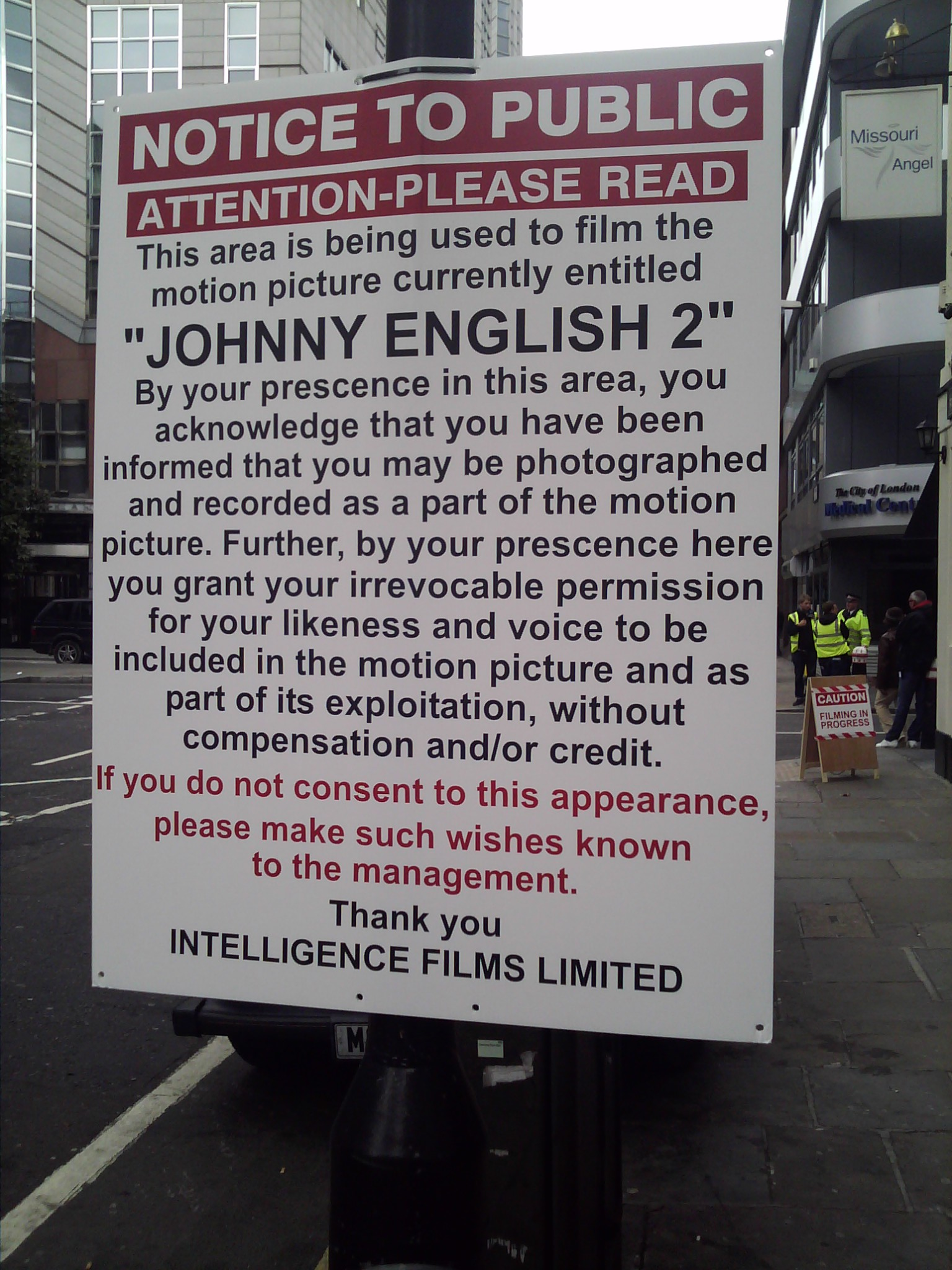
Một phim trường đóng vào tháng 9/2010 ở London.

Nhà sản xuất Universal Pictures ban đầu thông báo sẽ sản xuất phần tiếp theo của phim Johnny English vào năm 2010, tức là 7 năm sau khi phần 1 được phát hành. Các cảnh quay bắt đầu được tiến hành từ 11/09/2010 ở Cannon Street, London, và tiếp tục đóng ở Brocket Hall (Hertfordshire), Hawley Woods (Hampshire), Macau và Hồng Kông.

## Phát hành
Phim bắt đầu được trình chiếu từ ngày 7/10/2011 ở Anh, đạt tổng doanh thu 7,727,025 USD. Phim được trình chiếu ở Mỹ từ ngày 21/10/2011 ở Mỹ và thu được tới 3,833,300 USD chỉ ngay trong tuần đầu tiên và đạt tổng doanh thu 8,305,970 USD. Ở các quốc gia khác, phim đạt doanh thu 2,628,344 USD ở Australia, 3,391,190 USD khi chiếu ở Đức và ở các nước còn lại trên thế giới đạt 151,772,616 USD.